# Àngel Joaniquet Tamburini
Àngel Joaniquet Tamburini (Barcelona, 25 d'octubre de 1962) és un esquiador català.
Especialitzat en salts d'esquí, la seva carrera esportiva en els salts va abastar des de 1972-1973 fins a 1986, participant en proves de la Copa del Món de l'especialitat. Joaniquet Tamburini va participar en Campionats d’Espanya i Catalunya infantils, juvenils i sènior. També en el campionat d’Europa infantil i com a júnior i sènior en Campionats del Món, la Copa d’Europa i la Copa del Món. També va participar en dues ocasions (1979-80 i 1980-81) en el llegendari Torneig dels Quatre Trampolins. El seu record personal van ser 99 metres a Seefeld (AUT) i l’oficial 95 metres a Sapporo, tots dos a la temporada 83-84. Finalment, com a membre de l'equip espanyol, participà en els Jocs Olímpics d'Hivern de 1984 a Sarajevo. També fou un col·laborador de la revista d'esquí Skirev. El 2017 publica un llibre “En un salto”, on recorda els salts d’esquí a La Molina.